# Surinaamse parlementsverkiezingen 1955

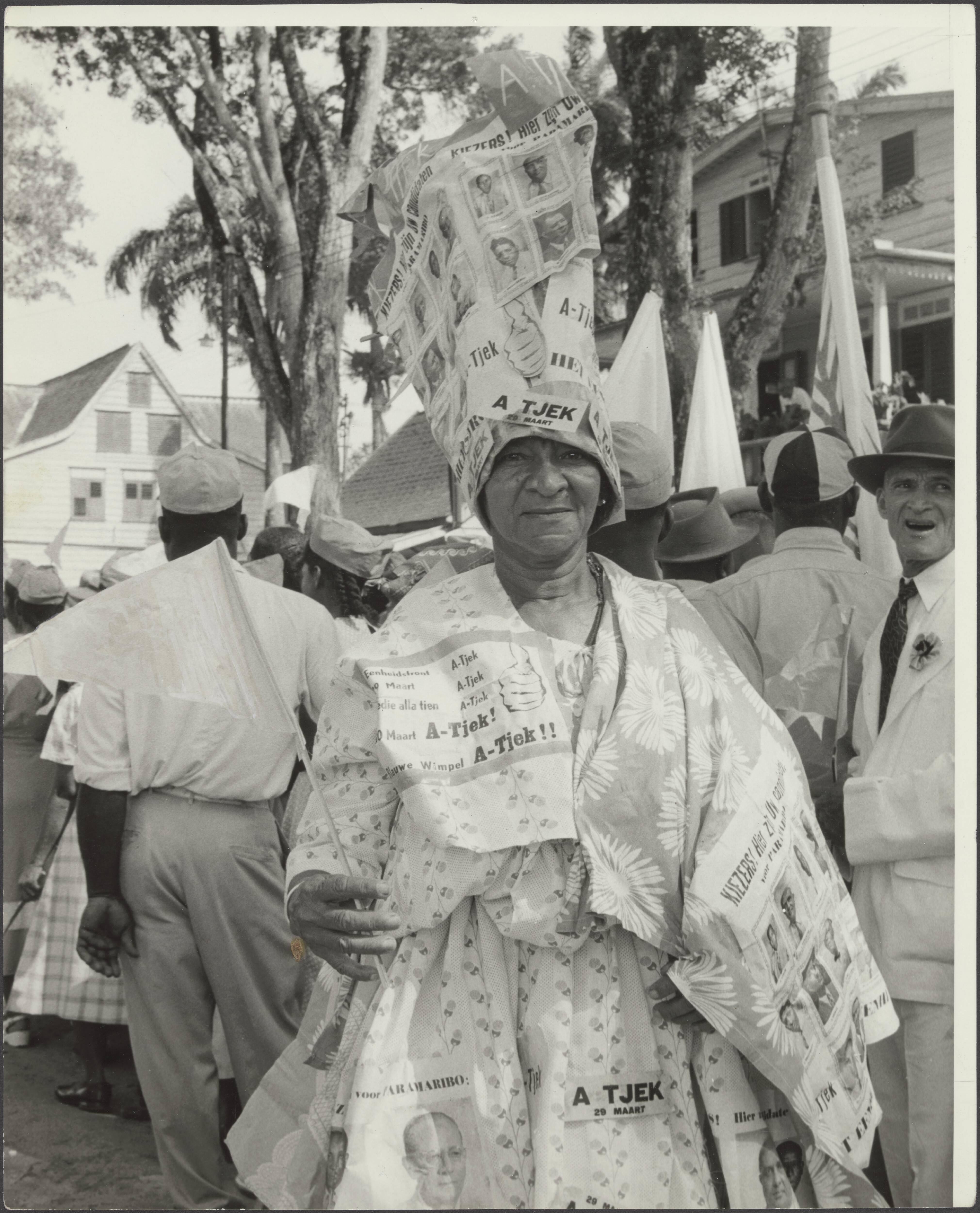
Propagandiste voor de verkiezingen.

De Surinaamse parlementsverkiezingen in 1955 vonden plaats op 29 maart. Tijdens de verkiezingen werden de leden van de Staten van Suriname gekozen. Vlak voor de verkiezingen was de kiesregeling gewijzigd op voorstel van NPS (groep-Pengel) en VHP: er werden nu ook zgn. schaduwkandidaten verkozen waardoor er geen tussentijdse verkiezingen meer nodig waren en de twee kieskringen Suriname (zonder Para) en de kieskring Saramacca (alle drie hoofdzakelijk Hindoestaans) werden verenigd in één nieuwe kieskring met vier zetels. Kort na de verkiezing (voor de tussentijdse verkiezing van Pengel in Saramacca), werden de drie oude kieskringen terug hersteld.
De winnaar van deze verkiezingen was het Eenheidsfront en Johan Ferrier trad aan als premier van Suriname. De grote verliezer was de Nationale Partij Suriname (NPS) die in zetelaantal terugliep van 13 naar 2.

## Uitslag
| Allianties en partijen                                                                                             | Uitslag in zetels |
| --- | ----------------- |
| Eenheidsfront Surinaamse Democratische Partij (SDP) Progressieve Surinaamse Volkspartij (PSV) Partij Suriname (PS) | 11 (5) (3)        |
| Vooruitstrevende Hervormings Partij (VHP)                                                                          | 6 (later 5)       |
| Nationale Partij Suriname (NPS)                                                                                    | 2 (later 3)       |
| KTPI (Kaum Tani Persatuan Indonesia)                                                                               | 2                 |
| Congres Partij | 0                 |
| Christelijke Sociale Partij                                                                                        | 0                 |
| Surinaamse Landbouwers Organisatie                                                                                 | 0                 |
| Nickerie Eenheids Partij                                                                                           | 0                 |
| Totaal | 21                |

KTPI wordt soms ook gerekend tot het Eenheidsfront.

## Parlementsleden
EF
- S.H. Axwijk (SDP)
- C.R. Biswamitre (PSV)
- E.R. Braaf (SDP)
- R.B.W. Comvalius (SDP)
- J.A. Emanuels (PSV)
- J.J. Emanuelson (PS)
- D.G.A. Findlay (SDP)
- G.A. Kort (PS)
- H.A.L. Lamur (PS)
- H.C. van Ommeren (SDP)
- J.A. Wessels (PSV)

VHP
- J. Lachmon
- H.S. Radhakishun
- H.F. Sewberath Misser
- J.S. Mungra
- K. Kanhai
- R.D. Oedayrajsing Varma

NPS
- E.F. Pierau
- J.S.P. Kraag

KTPI
- M.A. Karamat Ali
- I. Soemita

### Mutaties
- In 1955 werd Karamat Ali (KTPI) minister en kon dus geen Statenlid blijven waarop hij werd opgevolgd door zijn partijgenoot S. Soedardjo.
- Sewberath Misser (VHP) trok zich terug zodat de NPS'er Johan Adolf Pengel alsnog tot Statenlid gekozen kon worden.
- In 1956 stapte de PSV uit het Eenheidsfront maar de drie PSV-statenleden waren het daar niet mee eens en gingen verder als de Surinaamse Volkspartij (SVP).